# Platythomisus sexmaculatus
Platythomisus sexmaculatus là một loài nhện trong họ Thomisidae.
Loài này thuộc chi Platythomisus. Platythomisus sexmaculatus được Eugène Simon miêu tả năm 1897.